# Forbes 500
De Forbes 500 was een ranglijst van de 500 grootste Amerikaanse bedrijven op basis van een combinatie van vijf factoren: omzet, winst, activa, marktkapitalisatie en aantal werknemers. De top 50 ervan werd Forbes Super 50 genoemd. De lijst werd tussen 1969 en 2003 jaarlijks opgesteld en gepubliceerd door het zakentijdschrift Forbes. De Forbes International 500 was de tegenhanger voor niet-Amerikaanse bedrijven. Vanaf 2003 jaar wordt in de plaats de Forbes Global 2000 gepubliceerd, die bedrijven uit alle landen opneemt. Gelijkaardig aan de Forbes 500 was de Fortune 500 van het concurrerende zakentijdschrift Fortune.

## Methode
De bestaansreden van een lijst als de Forbes 500 is antwoord te krijgen op de vraag Wat zijn de grootste bedrijven in de Verenigde Staten?. Om die vraag te beantwoorden moet men bedrijven gaan sorteren van groot naar klein op basis van een bepaald criterium. De vraag is dan ook wat een goed criterium is om de grootte van een bedrijf af te meten. 
Een mogelijkheid is de som te maken van de bezittingen (activa) van een bedrijf. Daaronder vallen onder andere gebouwen, machines en geld op de bank. Veel bedrijven huren echter hun gebouwen, en het geld dat op de bank staat, wordt als activa van de bank beschouwd. Daardoor zouden de banken ten onrechte met voorsprong de grootste bedrijven zijn.
Men kan ook de winst aanschouwen als criterium. Dit zou echter een bedrijf als Fannie Mae met ongeveer 9000 werknemers groter maken dan een bedrijf als General Motors, dat meer dan 320.000 werknemers en tientallen fabrieken heeft.
Ook de omzet van een bedrijf kan gebruikt worden om de grootte van de onderneming uit te drukken. Deze methode wordt gebruikt om de Fortune 500-lijst samen te stellen. Deze methode spitst zich echter sterk toe op distributeurs zoals Walmart. Bedrijven die een gigantische omzet realiseren, maar tegen betrekkelijk lage winstmarges.
Ten slotte kan men nog de marktwaarde of marktkapitalisatie nemen. Dat is de prijs die betaald moet worden om een bepaald bedrijf op te kopen. Die waarde is zeer variabel en wordt door de markt bepaald. Eind jaren negentig zou Cisco Systems hiermee het grootste bedrijf zijn geweest terwijl de marktwaarde van datzelfde bedrijf steil naar beneden ging toen de dot-comzeepbel uiteenspatte.
Vanwege de nadelen aan elk potentieel criterium gebruikt Forbes een gewogen combinatie van vijf factoren voor haar ranglijst. Hiertoe worden vier lijsten gemaakt op basis van omzet, winst, activa en marktwaarde, die dan samen met het aantal werknemers gecombineerd worden tot de Forbes 500.

## Top 20 van 2003

General Electric

| rang | bedrijf                | omzet   | winst  | werknemers |
| ---- | ---------------------- | ------- | ------ | ---------- |
| 1    | General Electric       | 131.698 | 14.118 | 312.500    |
| 2    | Citigroup              | 100.789 | 15.276 | 261.300    |
| 3    | ExxonMobil             | 182.466 | 11.460 | 95.200     |
| 4    | AIG                    | 67.723  | 5519   | 81.000     |
| 5    | Bank of America        | 45.732  | 9249   | 138.300    |
| 6    | Walmart                | 246.525 | 8039   | 1.341.500  |
| 7    | Fannie Mae             | 52.901  | 4619   | 4500       |
| 8    | Verizon Communications | 67.025  | 4079   | 239.900    |
| 9    | IBM                    | 83.132  | 3579   | 317.900    |
| 10   | Altria Group           | 62.182  | 11.102 | 170.500    |
| 11   | Berkshire Hathaway     | 42.353  | 4286   | 128.300    |
| 12   | Wells Fargo            | 28.473  | 5434   | 123.600    |
| 13   | SBC Communications     | 43.138  | 5653   | 184.700    |
| 14   | Freddie Mac            | 39.663  | 5764   | 3800       |
| 15   | Microsoft              | 28.365  | 7829   | 50.500     |
| 16   | Merck                  | 51.790  | 7150   | 78.100     |
| 17   | JPMorgan Chase         | 43.372  | 1663   | 95.100     |
| 18   | Morgan Stanley         | 32.415  | 2988   | 58.500     |
| 19   | General Motors         | 183.763 | 1736   | 355.500    |
| 20   | Pfizer                 | 35.281  | 9126   | 90.000     |